# Stazione meteorologica di Magione Monte del Lago
La stazione meteorologica di Magione Monte del Lago è la stazione meteorologica di riferimento per l'omonima località del territorio comunale di Magione.

## Coordinate geografiche
La stazione meteorologica si trova nell'area climatica dell'Italia centrale, nell'Umbria, in provincia di Perugia, nel comune di Magione, in località Monte del Lago, a 295 metri s.l.m. e alle coordinate geografiche 43°09′N 12°10′E.

## Dati climatologici
In base alla media trentennale di riferimento 1961-1990, la temperatura media del mese più freddo, gennaio, si attesta a +4,8 °C; quella dei mesi più caldi, luglio e agosto, è di +24,1 °C.
| Magione Monte del Lago | Mesi | Mesi | Mesi | Mesi | Mesi | Mesi | Mesi | Mesi | Mesi | Mesi | Mesi | Mesi | Stagioni | Stagioni | Stagioni | Stagioni | Anno |
| Magione Monte del Lago | Gen  | Feb  | Mar  | Apr  | Mag  | Giu  | Lug  | Ago  | Set  | Ott  | Nov  | Dic  | Inv      | Pri      | Est      | Aut      | Anno |
| ---------------------- | ---- | ---- | ---- | ---- | ---- | ---- | ---- | ---- | ---- | ---- | ---- | ---- | -------- | -------- | -------- | -------- | ---- |
| T. max. media (°C)     | 7,9  | 8,9  | 12,1 | 16,7 | 21,5 | 25,9 | 29,3 | 29,4 | 24,8 | 19,1 | 13,2 | 8,9  | 8,6      | 16,8     | 28,2     | 19,0     | 18,1 |
| T. min. media (°C)     | 1,7  | 2,4  | 5,0  | 8,8  | 12,4 | 16,4 | 18,9 | 18,8 | 16,0 | 11,8 | 7,5  | 3,7  | 2,6      | 8,7      | 18,0     | 11,8     | 10,3 |